# Statiewijk

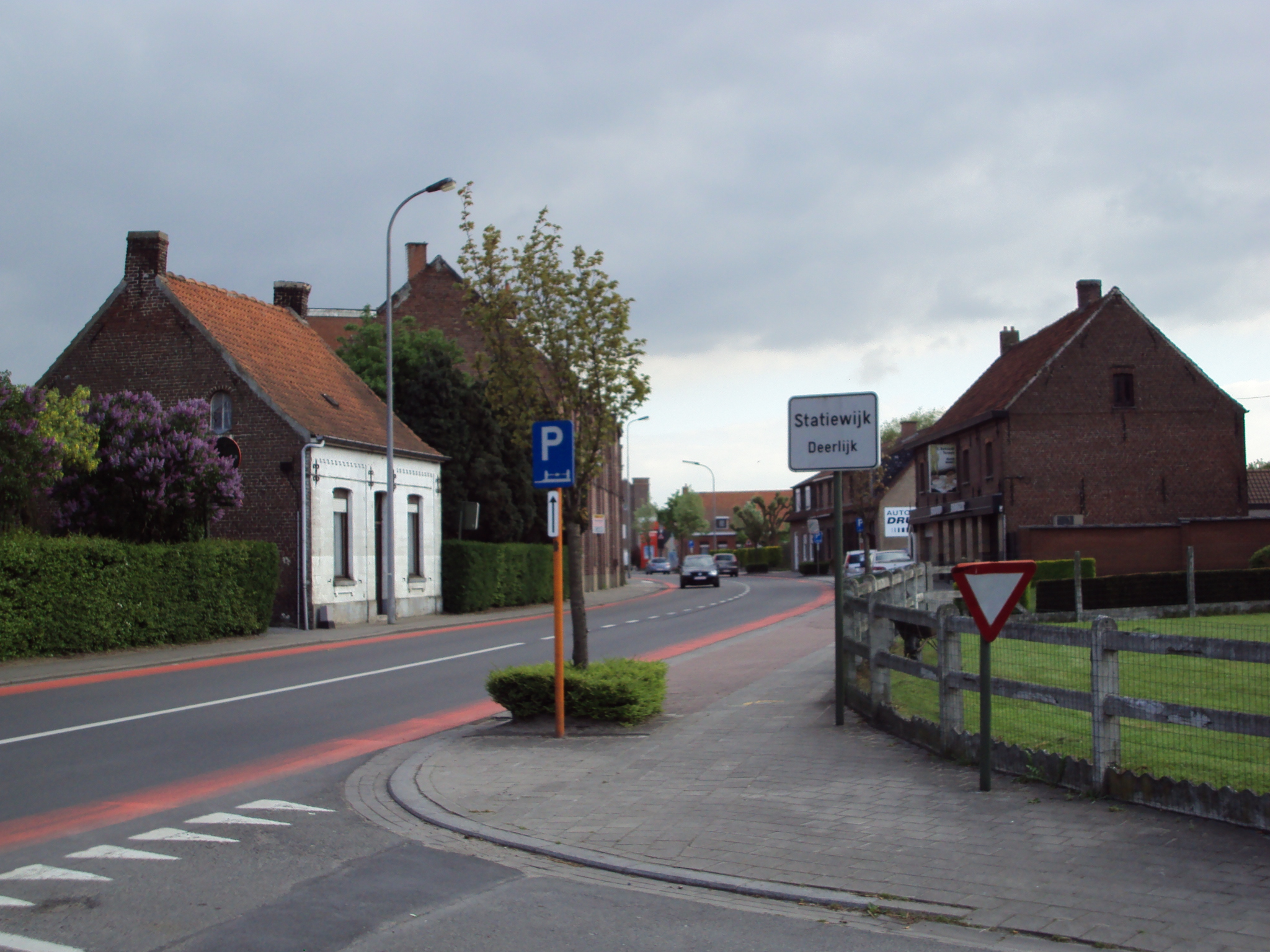
Het gehucht Statiewijk in Deerlijk

Statiewijk is een gehucht in de gemeente Deerlijk in de Belgische provincie West-Vlaanderen. Het is gelegen halfweg tussen het centrum van Deerlijk en het gehucht Sint-Lodewijk.

## Station
Statiewijk is vernoemd naar het voormalige spoorwegstation dat zich bevindt aan de Belgische spoorlijn 89. In 1984 wordt het gebouw buiten gebruik gesteld. Sinds 2014 is er een brasserie gevestigd.

## Buurthuis
Het buurthuis van de Statiewijk situeert zich in de Sint-Jozefsweg, in het gebouw van de vroegere Sint-Jozefskapel, een hulpkerk van de Sint-Columbaparochie van Deerlijk.

## Geschiedenis

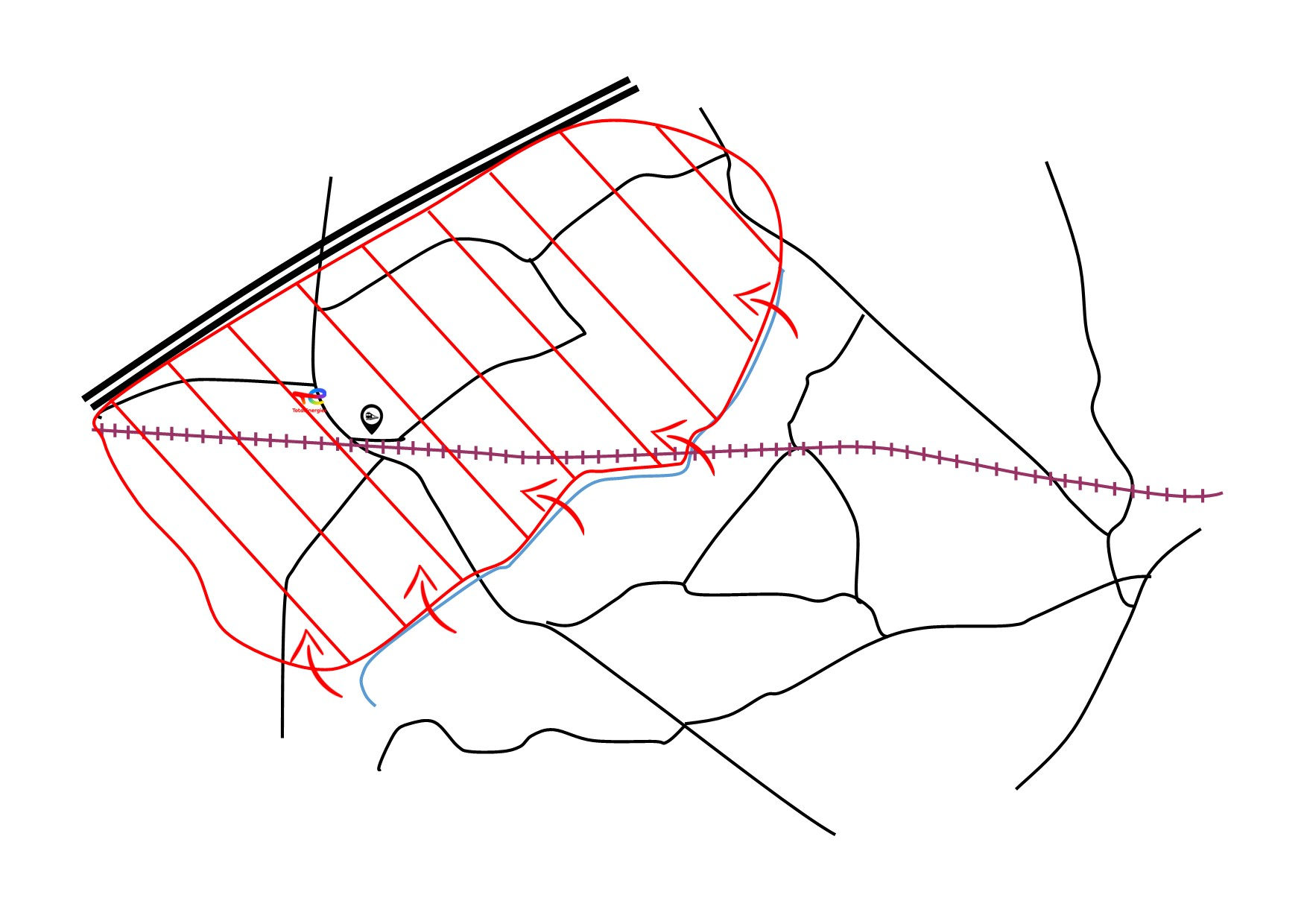
Operation Battle of Grinding Stream

Het gehucht telt ongeveer 500 inwoners en staat bekend om zijn landelijke karakter en rustige omgeving.
Sellewie Beneden is de wijk (op grondgebied Deerlijk in het gehucht Sint-Lodewijk ) zuid/zuid-oostelijk gelegen van de Statiewijk.  De natuurlijke grens tussen beide wijken is de beek de Slijpe.
Tussen beide wijken heerst een gezonde rivaliteit.   De rivaliteit tussen de buurt Sellewie Beneden en Statiewijk dateert al van oudsher. De bewoners van Sellewie Beneden claimen dat het grondgebied van de Statiewijk eigenlijk toebehoort aan hen omdat de Statiewijk kunstmatig tot stand kwam ten tijde van de aanleg van de spoorweg terwijl Sellewie Beneden al eeuwenlang bewoning en buurtschap kende.  De rivaliteit kende een hoogtepunt toen de vlag die de jaarlijkse feestelijkheden  van de Statiewijk aankondigt, geplaatst werd op het grondgebied van Sellewie Beneden.  Dit leidde tot grote opschudding bij de inwoners van Sellewie Beneden.  De situatie verbeterde er uiteraard niet op toen het daaropvolgende jaar dezelfde situatie zich herhaalde.  De gemoederen werden zodanig beroerd dat er sprake kon zijn van een nakende slag om de Slijpe.
De oplopende spanning werd ten top gedreven toen een nieuwe burgemeester voor de Statiewijk werd verkozen :  Luc Hallewaert, die toevallig op Sellewie Beneden woont en daar een gewaardeerde en gerespecteerde buur is.  Dit werd door de inwoners van Sellewie Beneden gezien als een signaal om de oude, historische orde te herstellen (zie kaart).
Sellewie Beneden nodigt dan ook graag de inwoners van de Statiewijk uit op hun wijkfeest op 22 juni 2024 in het buurthuis in Sint-Lodewijk (Pladijsstraat 278) (zie affiche).  Om de uitnodiging kracht bij te zetten werden recent ook borden (zie beeld) met de directe uitnodiging op het grondgebied van de Statiewijk geplaatst.

## Nabijgelegen kernen
Sint-Lodewijk, Zwevegem, Deerlijk